# Cyprinella labrosa
Cyprinella labrosa és una espècie de peix cipriniforme de la família dels ciprínids.

## Morfologia
Els mascles poden assolir els 6,7 cm de longitud total.

## Distribució geogràfica
Es troba a Nord-amèrica: Virgínia, Carolina del Nord i Carolina del Sud.